# Жан-Батист Фрезе
Жан-Батист Фрезе (люксемб. Jean-Baptiste Fresez, фр. Jean-Baptiste Fresez) — один з найвидатніших люксембурзьких малярів 19 століття, професор. Автор пейзажів і портретів. У 1857 році видав «Живописний альбом Великого Герцогства» («Album pittoresque du Grand-Duché») — зібрання пейзажів Люксембургу.

## Біографія
Жан-Батист Фрезе народився на північному сході Франції, у лотаринзькому селищі Лонгві, розташованому біля кордону з Люксембургом. З 1802 року жив у місті Люксембург, де його батько влаштувався на порцелянову фабрику відомої фірми «Villeroy & Boch». Підлітком Жан-Батист відвідував у Люксембургу художню школу.
Працював гравером і маляром на фабриці фірмі «Villeroy & Boch» у місті Меттлах. У 1817 році, після смерті батька, повернувся у Люксембург, де влаштувався у архітектурну контору. Робота дозволила йому оплатити навчання у Королівській академії мистецтв в Брюсселі. З 1824 року працював вчителем малювання. Серед його учнів були помітні у люксембурзькому мистецтві фотограф П'єр Брандебург і ілюстратор Мішель Енгельс.
Фрезе малював пейзажі і портрети, переважно членів великокнязівської сім'ї і інших відомих місцевих діячів. 1857 року видав «Живописний альбом». Вважається, що літографії альбому мають документальну цінність, особливо зображення Люксембурзької фортеці, що була демонтована.
Фрезе був членом Археологічного товариства Великого Герцогства (Société archéologique du Grand-Duché) і Брюссельського інституту красних мистецтв.
Помер Фрезе 31 березня 1867 року у Люксембурзі.

## Галерея

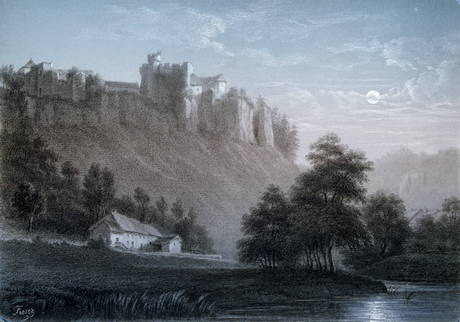
Руїни замку Ансембург.
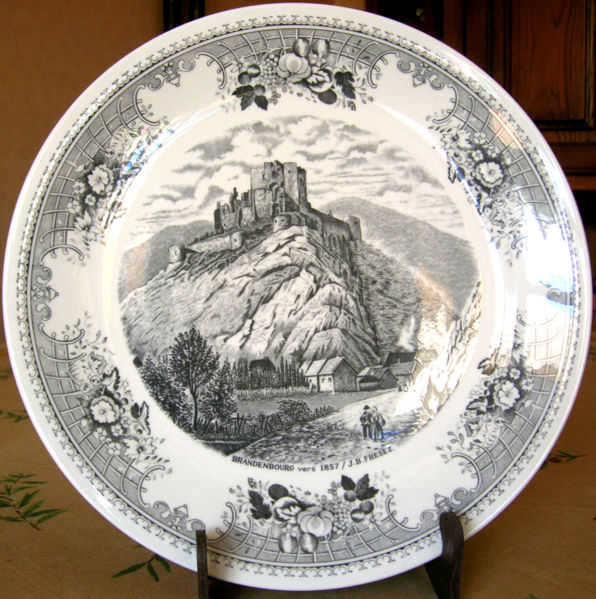
Тарілка з зображенням замку Бранденбург роботи Фрезе.
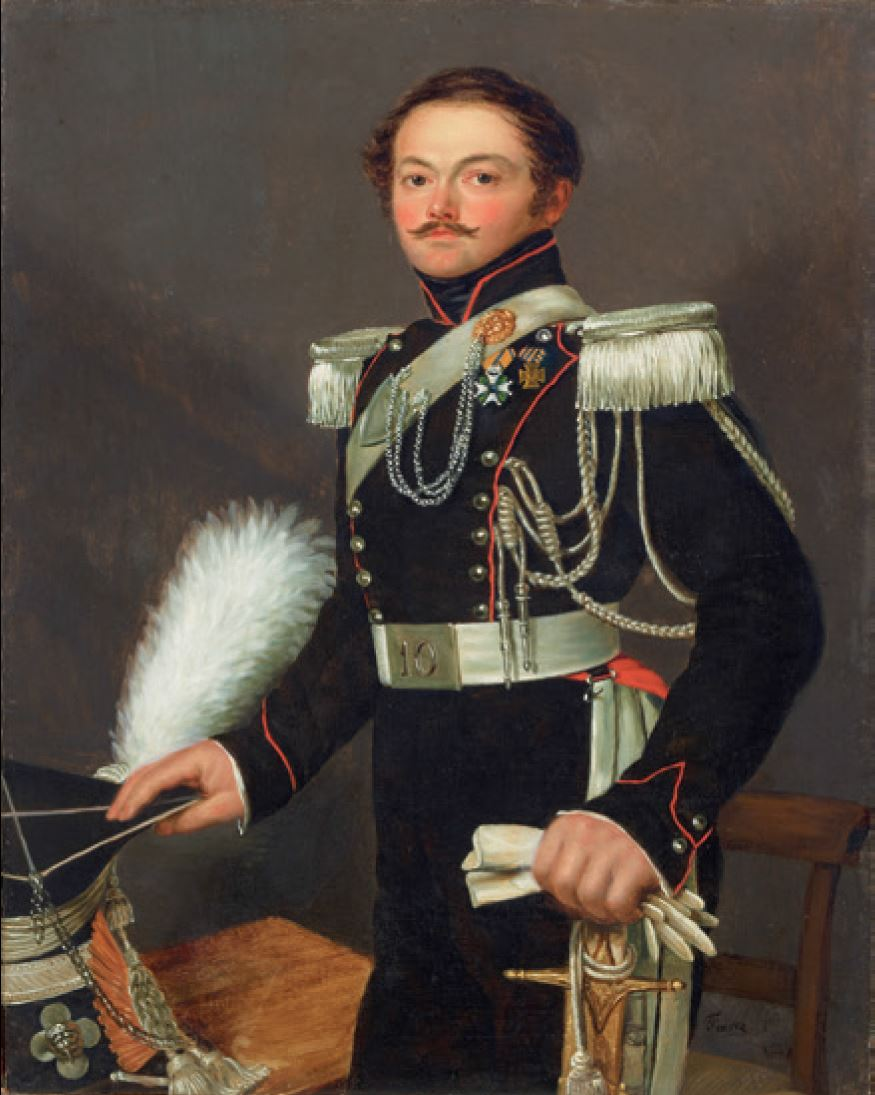
Портрет Мартіна Бодвіна, офіцера кавалерії. 1829.
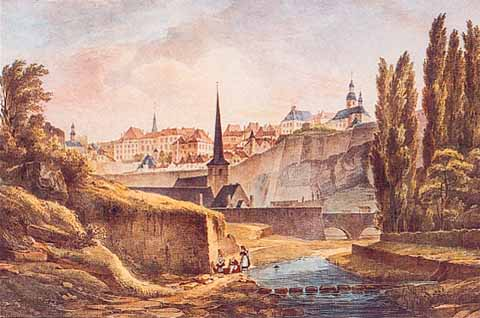
Люксембург.
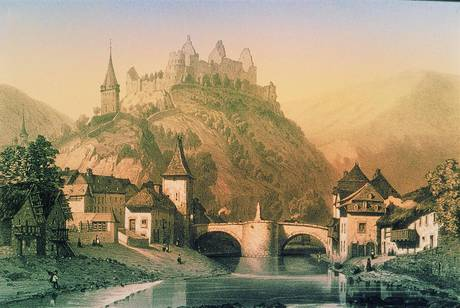
Віанден.